# James Craig Watson-medaljen

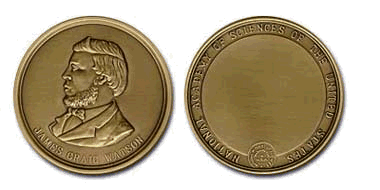
James Craig Watson-medaljen.

James Craig Watson-medaljen är en medalj instiftad på initiativ av James Craig Watson. Medaljen delas ut av National Academy of Science för bidrag inom området astronomi

## Pristagare
- 1887 - Benjamin A. Gould
- 1889 - Eduard Schönfeld
- 1891 - G.F.J.A. Auwers
- 1894 - Seth C. Chandler
- 1899 - David Gill
- 1913 - J.C. Kapteyn
- 1916 - Armin O. Leuschner
- 1924 - C.V.L. Charlier
- 1929 - Willem De Sitter
- 1936 - Ernest W. Brown
- 1948 - Samuel A. Mitchell
- 1951 - Herbert R. Morgan
- 1955 - Chester B. Watts
- 1957 - George Van Biesbroeck
- 1960 - Yusuke Hagihara
- 1961 - Otto Heckmann
- 1964 - Willem J. Luyten
- 1965 - Paul Herget
- 1966 - Wallace J. Eckert
- 1969 - Jürgen K. Moser
- 1972 - André Deprit
- 1975 - Gerald M. Clemence
- 1979 - Charles T. Kowal
- 1982 - Stanton J. Peale
- 1985 - Kent Ford
- 1988 - Robert B. Leighton
- 1991 - Maarten Schmidt
- 1994 - Yasuo Tanaka
- 1998 - Carolyn S. Shoemaker och Eugene M. Shoemaker
- 2001 - David T. Wilkinson
- 2004 - Vera C. Rubin
- 2007 - Michael F. Skrutskie och Roc M. Cutri
- 2010 - Margaret Geller
- 2012 - Jeremiah P. Ostriker
- 2014 - Robert Kirshner
- 2016 - Timothy M. Brown
- 2018 - Ewine van Dishoeck